# Pheidole clavata
Pheidole clavata är en myrart som först beskrevs av Carlo Emery 1877.  Pheidole clavata ingår i släktet Pheidole och familjen myror. Inga underarter finns listade i Catalogue of Life.